# Cycline-afhankelijke kinase

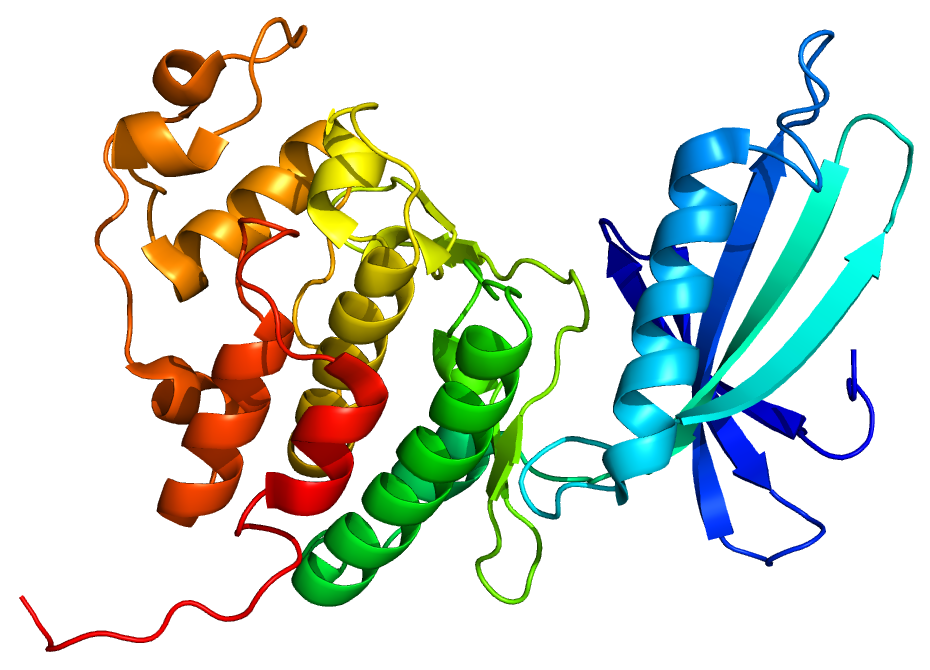
Structuur van Cycline-afhankelijk kinase-4.

Cycline-afhankelijke kinase of CdK (cycline-dependent kinase) zijn een familie van kinase-eiwitten in eukaryote cellen die een belangrijke rol speelt in de celcyclus. De eiwitten zijn ook betrokken bij regulatie van transcriptie en de verwerking van mRNA. Voor deze activiteit is het kinase afhankelijk van het eiwit cycline. Wanneer cycline bindt met kinase wordt dit een actief complex waardoor het zijn functie kan uitvoeren. De cycline-afhankelijke kinase kan een groep andere eiwitten fosforyliseren en stuurt daarmee de celcyclus.
Een voorbeeld is M-CdK, ofwel mitose CdK. Deze stof helpt de cel de mitose in te gaan.

## Typen
- Cycline D-cdk4-complex: werkt gedurende het midden van de G1-fase, Dit is het restrictiepunt (R), een cruciaal beslissingspunt dat eens gepasseerd de volledige celcyclus laat doorlopen.
- Cycline E-cdk2-complex: werkt ook in het midden van de G1-fase, G1-S-overgang.
- Cycline A-cdk2-complex: werkt gedurende de S-fase en stimuleert de DNA-replicatie, S-G2-overgang.
- Cycline B-cdk1-complex: werkt ter hoogte van de G2-M-overgang en initieert de mitose.